# Johann Zacherl

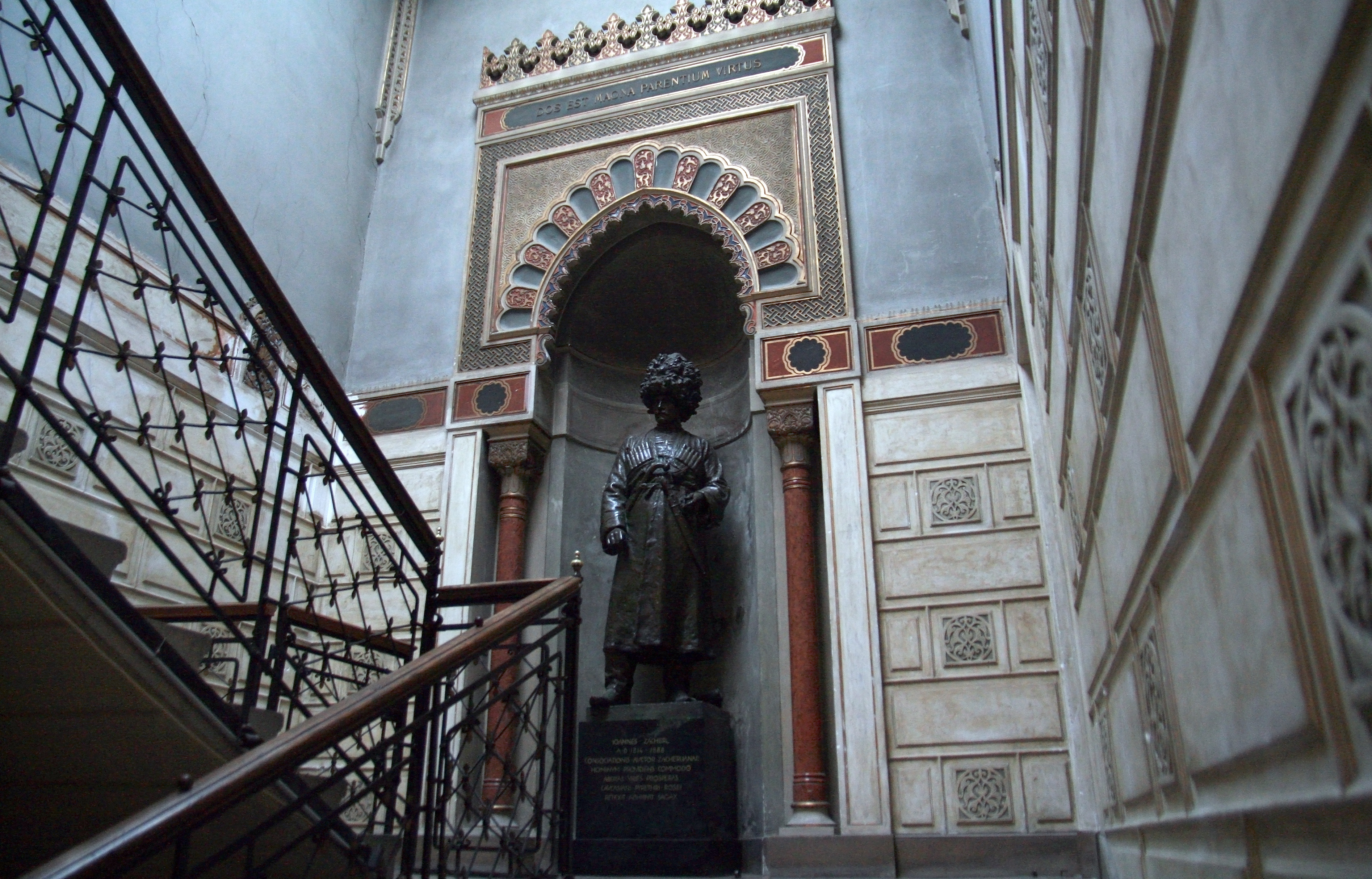
Standbild im Gedenken an Johann Zacherl in der Zacherlfabrik

Johann Zacherl (* 1814 in München; † 30. Juni 1888 in Wien) war ein österreichischer Fabrikant. 
Zacherl erlernte im väterlichen Betrieb den Beruf des Zinngießers. Nach dem Abschluss seiner Lehre ging er auf die „Walz“, die ihn über Wien und Odessa bis nach Tiflis führte. In Tiflis heiratete Zacherl, seine Frau verstarb jedoch bei der Geburt seines Sohnes. 1842 gründete er eine Firma für den Handel zwischen Wien und Tiflis. Er importierte Tee, Teppiche und Insektenpulver nach Wien und exportierte Metallwaren, medizinische Geräte und Spielzeug nach Tiflis. Zacherls wichtigstes Handelsgut war das auf Chrysanthemen – (heutzutage als Pyrethrum bekannt) basierende, hochwirksame Insektizid Zacherlin, das er aus dem damaligen Tscherkessien bezog und von Wien aus in ganz Europa vertrieb. 

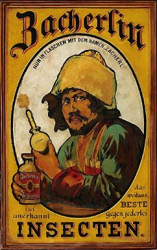
Zacherlin-Reklame, 1910

Johann Zacherl kam 1854 nach Wien und heiratete ein Jahr später Anna Haas aus München. Er eröffnete in der Inneren Stadt ein Geschäft und erwarb 1863 das Privileg zur Herstellung eines Insektenpulvers, dass er Zacherl's Insecten tödtende Tinktur (Zacherlin) nannte. Die Herstellung erfolgte ab 1870 in der Nußwaldgasse in Unterdöbling, 1873 stellte er mit vier Arbeitern bereits 600 Tonnen des Pulvers her. In einer Bleicherei stellte Zacherl zudem Badeschwämme her, die in der 1. Orientalischen Schwamm-Niederlage in der Wiener Goldschmiedgasse verkauft wurden. Zum Verkauf seines Zacherlins eröffnete Zacherl zudem Geschäfte in Paris, Konstantinopel, Amsterdam, London, New York und Philadelphia. 1880 übergab Zacherl seine Firma seinem Sohn Johann Evangelist Zacherl. Die Fertigstellung des Firmengebäudes in der Nußwaldgasse (Zacherlfabrik), erlebte der Firmengründer, der 1888 starb, nicht mehr. Sein Sohn ließ zudem ein Stadtgeschäftshaus am Wildpretmarkt (Zacherlhaus) errichten. 